# Cherry Peel
Cherry Peel è il primo album discografico in studio del gruppo musicale statunitense Of Montreal, pubblicato nel 1997.

## Tracce
Tutte le tracce sono state scritte da Kevin Barnes.
1. Everything Disappears When You Come Around – 2:33
2. Baby – 2:31
3. I Can't Stop Your Memory – 3:25
4. When You're Loved Like You Are – 2:33
5. Don't Ask Me to Explain – 2:46
6. In Dreams I Dance with You – 2:05
7. Sleeping in the Beetle Bug – 2:18
8. Tim I Wish You Were Born a Girl – 1:46
9. Montreal – 2:30
10. This Feeling (Derek's Theme) – 2:42
11. I Was Watching Your Eyes – 1:51
12. Springtime Is the Season – 2:13
13. At Night Trees Aren't Sleeping – 1:49
14. You've Got a Gift – 4:50

## Gruppo
- Derek Almstead - batteria, percussioni, voce
- Bryan Poole - basso, chitarra, voce
- Kevin Barnes - chitarra, voce